# 13015 Noradokei
13015 Noradokei eller 1987 XC är en asteroid i huvudbältet som upptäcktes den 14 december 1987 av den japanska astronomen Tsutomu Seki vid Geisei-observatoriet. Den är uppkallad efter klocktornet Noradokei i Aki.
Asteroiden har en diameter på ungefär 6 kilometer.